# Mestre Nuca
Manoel Borges da Silva, popularmente conhecido como Mestre Nuca, Nuca de Tracunhaém ou Nuca dos Leões (Nazaré da Mata, 5 de agosto de 1937 - Recife, 27 de fevereiro de 2014) é um artesão ceramista pernambucano.

## Biografia
Nascido no engenho Pedra Furada, Nazaré da Mata, Zona da Mata Norte em Pernambuco, aos três anos de idade mudou-se para a cidade de Tracunhaém. Ainda criança, convive com ceramistas como Lídia, Antônia Leão, Maria Amélia, Nilson, entre outros e descobre-se um admirador do ofício.
Desde a década 1940 já fazia e vendia pequenas esculturas de cerâmica nas feiras, no entanto, foi a partir de 1968, quando esculpe o primeiro leão, que se reconhece artista, consagrando-se com o efeito visual da juba leonina. Nesta ocasião, se entrosa com ceramistas renomados como Zé do Carmo, Ana das Carrancas e Vitalino. A característica mais marcante dessas peças é a juba encaracolada, herança dos cabelos que o mestre detalhava nas bonecas, uma ideia de Maria Gomes da Silva, sua esposa. Por isso, Nuca costuma dizer que “O leão é meu. O cabelo é dela”.
Há também os leões com jubas em listras e o escamado e até um leão de trança. Em 1976, participou de uma feira em São Paulo, o que ajudou a torná-lo conhecido nacionalmente. Em 1980, expôs seu trabalho em Lima, no Peru. Seus trabalhos podem ser vistos hoje em antiquários, coleções particulares, galerias de arte, museus e em espaços públicos, como as praças do 1º Jardim em Boa Viagem, no Recife, e nos jardins do “Sítio Burle Marx”, no Rio de Janeiro. Atualmente, está impossibilitado de trabalhar com o barro, mas seus filhos, Marco de Nuca e José Guilherme, mantém e preservam a herança de seu pai.
Manoel Borges da Silva recebeu o título de Patrimônio Vivo de Pernambuco em 2005.